# Культура Чорногорії
Культура сучасної Чорногорії ввібрала багато звичаїв своїх сусідів: Сербії, Хорватії, Греції, Італії, Туреччини й Албанії.

## Історія чорногорської культури
До епохи неоліту відноситься кераміка із скромним ліпним візерунком або мальованим геометричним орнаментом, подібна пам'ятникам Сербії та Румунії (знахідки в Црвена-Стені), до кінця епохи бронзи і початку епохи заліза — укріплені поселення та некрополі іллірійців. У період грецьких і римських завоювань Чорногорія піддається впливу античної культури, традиції якої в спрощеному варіанті зберігаються в візантійський період (6 ст. н. е.) і після появи слов'ян (7 ст.) — залишки укріплень, будинків, базиліки, архітектурні фрагменти з ошатним різьбленим декором в місті Дукля, неподалік від Подгориці.

### Архітектура

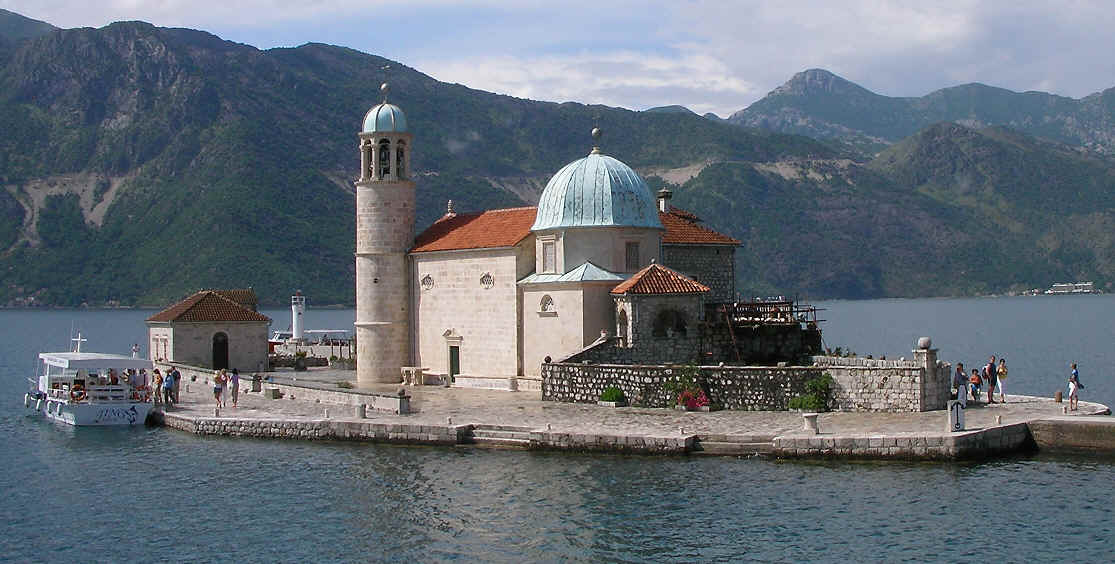
Церква на острові Госпа од Шкрпела

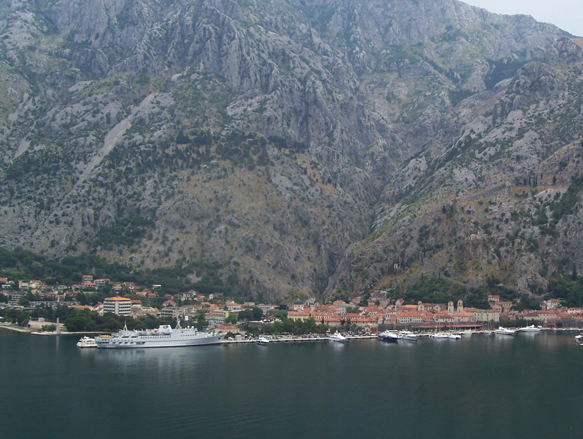
Панорама Котора

Чорногорія має ряд значних культурних та історичних об'єктів, в тому числі об'єкти культурної спадщини в бароко, романському і готичному стилях. Чорногорські прибережні регіони особливо добре відомі своїми релігійним пам'ятникам, в тому числі Собор святого Трифона, базиліка Св. Луки (понад 800 років), Госпа-од-Шкрпьєла, Монастир Савина та інші. Візантійський вплив в архітектурі й в релігійних роботах особливо помітний в інтер'єрі старих будівель. Венеційський вплив також дуже добре помітний в ряді старих будівель та фортець (наприклад: фортеця Хай-Нехай, в якій також помітний вплив турецького стилю). Стародавнє місто Котор входить до списку всесвітньої спадщини ЮНЕСКО.

## Традиції та звичаї

### Імена та прізвища
Багато чорногорських імен відносяться саме до Сербії, але в Чорногорії також поширено багато імен, що вживаються тільки в її межах.
Чорногорські прізвища зазвичай являють собою слова, що закінчуються на -ч (через що часто плутають з по батькові). Причиною цього є те, що майже всі сербські та чорногорські прізвища встановлювалися людьми у свою або в честь прославленого родича. Також багато чорногорських прізвищ походять від назви місця (села, міста) звідки рід бере своє коріння. Приклад: Петрович-Негош — прізвище княжого (королівського) роду Чорногорії походить від імені діда Сави Петровича-Негоша Петра Калуджера й назви села Негуші, звідки рід бере своє коріння.

### Танці
Танець Коло (давньослов'янською означало круг) — масовий танець, близький до російського хороводу. Поширений у народів, що населяють Балканський півострів і області на північ від нього (у болгар — хоро (звідти хоровод), у румунів і молдаван — хору і Сирба). Коло — Національний танець Сербії. Для Коло характерна побудова ланцюгом, зімкнутим або розімкненим колом. Виповнюється в супроводі народних інструментів, іноді співу. Музика Коло відрізняється різноманітністю розмірів. Існують Коло швидкого і повільного темпу.
Інший традиційний танець етнічних чорногорців називається Оро (іноді з назвами областей перед ним: Црмничкі, Рієчки, Катунські, зетські). Оро майже як збір або гра, як танець в строгому сенсі цього слова. Як правило, молоді чоловіки і жінки збираються і утворюють коло (коло), потім починають співати, а зазвичай після співу хлопець з одного боку починає брати під руку дівчину з іншого боку і веде її по колу танцювати. Один із більш сміливих молодих людей потім входить в коло і починає танцювати, зображуючи із себе орла. Мета танцю — справити враження. Тоді натовп негайно реагує і з «спеціальною» піснею, або хвалить або висміює його. Незабаром до нього приєднується дівчина, досить часто його подруга або, можливо, хтось хто притягнув його під час Оро. Вона також наслідує орлу, але елегантніше. Натовп ходить по колу. Коли пара втомлюється, вони цілують один одного в щоку, йдуть, а на їх місце встає інша пара орлів, щоб зберегти Коло, в той час, як спів навколишнього натовпу не зупиняється.
Зазвичай молоді хлопці закінчують Оро шляхом формування двоповерхового кола, стоячи на плечах у товаришів, всередині великого кола і цей момент і є найбільш впізнаваємий в цьому танці.
Оро є чорногорським різновидом Коло, з особливістю — співом. Музичні інструменти ніколи не були частиною істинного Оро.
Також можна згадати танець мусульман Чорногорії Шота.
Цей танець відбувається на весіллях і зустрічах між чоловіком і жінкою. Танець складається зі складних швидких кроків партнерів, все ближче і далі один від одного (в залежності від швидкості ритму), і партнерка повинна під час танцю, махати хусткою в повітрі під час виконання кроків.
Зазвичай цей танець виконується під барабани. Шота характерний в основному для регіону Санджак.

### Кухня
Чорногорська кухня сформувалася завдяки географічному положенню країни та її довгій історії. Також дуже багато страв запозичені у сусідів.